# Comité Olímpico Argelino
El Comité Olímpico Argelino (en árabe: اللجنة الأولمبية و الرياضية الجزائرية‎, en francés: Comité Olympique et Sportif Algérien) es el comité olímpico nacional que representa a Argelia en el Comité Olímpico Internacional y organiza los eventos de carácter olímpico en Argelia, así como controla y organiza los deportes que tienen representación del país en los Juegos Olímpicos. Su código en el COI es ALG. Su objetivo es «desarrollar y proteger el movimiento olímpico en Argelia». Su actual presidente es Mustapha Berraf.

## Historia
El COA se fundó a partir de una reunión en el Crédit municipal de Argel, en el que estuvieron los diecisiete pioneros. La directiva se compone de doce miembros, siete de los cuales son representantes de las federaciones, elegidos por sus pares, y cinco son miembros designados. 
Fue fundado el 18 de octubre de 1963. El día 23 de ese mismo mes, Mohand-Amokrane Maouche, quien era presidente de la Federación Argelina de Fútbol fue elegido presidente del comité por los miembros de la junta directiva. El Comité Olímpico Internacional reconoció el Comité Olímpico Argelino el 27 de enero de 1964, con motivo de la 62.ª sesión del COI celebrada durante los Juegos Olímpicos de Innsbruck 1964.